# بختیار (نظرآباد)
بختیار (جیحون) (نظرآباد)، شهرکی از توابع بخش تنکمان شهرستان نظرآباد در استان البرز ایران و مرکز دهستان تنکمان شمالی است.
شهرک بختیار در شرق شهر نظرآباد واقع شده‌است و از شمال به روستاهای دنگیزک، ابراهیم بیگی و انبارتپه، از جنوب به شهر تنکمان، از شرق به روستاهای حاجی بیک، نوکند و فیروزآباد و از غرب به شهر نظرآباد و روستای حسین‌آباد محدود است. فاصله شهرک از شهر نظرآباد پنج کیلومتر، از شهر هشتگرد شش کیلومتر و از شهر تنکمان کمتر از یک کیلومتر می‌باشد.
زبان بومیان این شهرک گویشی از زبان ترکی آذربایجانی می باشد و بخاطر مهاجرت اقوام دیگر به این شهر زبان رایج فارسی می باشد
شهرک بختیار درموقعیتی استثنایی با ۵ جاده ورودی وخروجی قرار دارد که پل ارتباطی تعداد کثیری از روستاهای بخش تنکمان و شهرستان با مراکز شهرستان‌های نظرآباد و ساوجبلاغ و مرکزبخش تنکمان می‌باشد و دارای دو محل (جیحون) و (بختیار) می باشد و دارای امکانات رفاهی کامل است و در حال حاضر دچار کمبود امکانات رفاهی نبوده است و همین امر موجب مهاجرت های کثیری از شهر های اطراف در این شهرک شده است و علاوه بر آن شهرک صنعتی شهر نظرآباد ک واقع در خیابان جیحون شهرک بختیار است ک موجب ایجاد اشتغال در بین جوانان این شهرک شده است.

## امکانات
- آب لوله‌کشی شده
- شبکه برق
- گاز
- تلفن
- مدرسه (مقطع ابتدایی، راهنمائی و دبیرستان)
- درمانگاه
- کتابخانه عمومی
- باشگاه ورزشی
- زمین فوتبل
- دفتر پست و تلفن
- خود پرداز بانک صادات
- بوستان دانش
- فروشگاه های زنجیره ای
- سالن ورزشی
- مسجد
- پایگاه بسیج
- حسینیه
- گلزار شهدا
- دفتر پیشخوان دولت
- رستوران
- دهیاری و شورا
- نانوایی لواش و بربری

## جمعیت
شهرک بختیار در دهستان تنکمان شمالی قرار دارد و براساس سرشماری مرکز آمار ایران در سال ۱۳۹۸، جمعیت آن ۵۰،۲۰ نفر(پنج هزار و بیست نفر) (۲٬۰۵۵خانوار) بوده‌است. وجه تسمیه این مکان به ایل بختیاری بر می‌گردد که اصالت مردمان این مکان را می‌رساند.